# Оскар де Маркос
Оскар де Маркос Арана (шп. Óscar de Marcos Arana; Лагвардија, 14. април 1989) је шпански фудбалер који тренутно наступа за Атлетик Билбао. Игра на позицији десног бека.

## Успеси
Атлетик Билбао
- Куп Шпаније (1) : 2023/24,[4] (финале: 2011/12, 2014/15, 2019/20, 2020/21)[5][6][7][8]
- Суперкуп Шпаније (2) : 2015, 2020/21.[9][10] (финале: 2009, 2021/22)[11][12]
- Лига Европе: (финале: 2011/12)[13]